# Règlements de comptes (film, 1963)
Pour les articles homonymes, voir Règlement de comptes.

Règlements de comptes est un film français réalisé par Pierre Chevalier et sorti en 1963.

## Fiche technique
- Titre : Règlements de compte
- Titre alternatif : Peur panique
- Réalisation : Pierre Chevalier
- Scénario : Raymond Caillava
- Photographie : Roger Duculot
- Musique : Franck Barcellini[1]
- Durée : 87 minutes
- Genre : policier
- Date de sortie : 
  - France : 5 mars 1963
- Affiche : Boris Grinsson (France)

## Distribution
- Daniel Gélin : Nicky
- Dany Carrel : Elisabeth
- Noël Roquevert : Léger
- Simone Berthier
- René Dary : Brazier
- Paul Demange
- Bryant Haliday : Bryant
- Maryse Guy Mitsouko
- Pascale Petit
- Jean Tissier